# Liste der Monuments historiques in Bassigney
Die Liste der Monuments historiques in Bassigney führt die Monuments historiques in der französischen Gemeinde Bassigney auf.

## Liste der Objekte
| Bezeichnung               | Beschreibung                                                                          | Standort                        | Kennzeichnung | Schutzstatus | Datum | Bild |
| ------------------------- | ------------------------------------------------------------------------------------- | ------------------------------- | ------------- | ------------ | ----- | ---- |
| Glocke                    | Bronze, 1776 gegossen                                                                 | in der Kirche St-Étienne (Lage) | PM70000094    | Classé       | 1942  |      |
| Hauptaltar                | Tabernakel und Retabel; Holz, farbig gefasst und vergoldet, Ende des 18. Jahrhunderts | in der Kirche St-Étienne (Lage) | PM70001864    | Inscrit      | 2004  |      |
| Zwei Altarleuchter        | Kupfer, Ende des 18. Jahrhunderts                                                     | in der Kirche St-Étienne (Lage) | PM70001865    | Inscrit      | 2004  |      |
| Kanzel                    | Holz, Ende des 18. Jahrhunderts                                                       | in der Kirche St-Étienne (Lage) | PM70001866    | Inscrit      | 2004  |      |
| Beichtstuhl               | Holz, 18. Jahrhundert                                                                 | in der Kirche St-Étienne (Lage) | PM70001867    | Inscrit      | 2004  |      |
| Kruzifix                  | Holz, 18. Jahrhundert                                                                 | in der Kirche St-Étienne (Lage) | PM70001868    | Inscrit      | 2004  |      |
| Taufaltar                 | Retabel und Taufbecken; Holz, farbig gefasst und vergoldet, 18. Jahrhundert           | in der Kirche St-Étienne (Lage) | PM70001869    | Inscrit      | 2004  |      |
| Gittertür                 | Holz, bemalt, 18. Jahrhundert                                                         | in der Kirche St-Étienne (Lage) | PM70001870    | Inscrit      | 2004  |      |
| Skulptur Madonna mit Kind | Holz, farbig gefasst und vergoldet, 18. Jahrhundert                                   | in der Kirche St-Étienne (Lage) | PM70001871    | Inscrit      | 2004  |      |
| Skulptur Heiliger Stefan  | Holz, farbig gefasst und vergoldet, um 1800                                           | in der Kirche St-Étienne (Lage) | PM70001872    | Inscrit      | 2004  |      |